# قنطريون كحلي
القنطريون الكحلي أو القنطريون الترنشاهي واسمه العلمي (باللاتينية: Centaurea cyanoides) نوع نباتي ينتمي إلى جنس القنطريون من الفصيلة النجمية.

## الموئل والانتشار
موطنه بلاد الشام.